# Punk Goes Classic Rock
Punk Goes Classic Rock is het negende album uit de Punk Goes...-serie uitgegeven door Fearless Records. Het album bevat covers van classic rock popnummers, gespeeld door post-hardcore, metalcore en poppunk band. Het is op 27 april 2010 uitgegeven.

## Nummers
1. More Than a Feeling (Boston) - Hit the Lights
2. Paint It Black (The Rolling Stones) - VersaEmerge
3. Free Fallin' (Tom Petty) - The Almost
4. We Are the Champions (Queen) - Mayday Parade
5. Rock and Roll All Nite (Kiss) - The Summer Set
6. Caught Up in You (.38 Special) - We the Kings
7. Separate Ways (Worlds Apart) (Journey) - A Skylit Drive
8. Your Love (The Outfield) - I See Stars
9. (Don't Fear) The Reaper (Blue Öyster Cult) - Pierce the Veil
10. Crazy Train (Ozzy Osbourne) - Forever the Sickest Kids
11. Pour Some Sugar on Me (Def Leppard) - The Maine
12. All Along the Watchtower (Bob Dylan) - Envy on the Coast
13. Take Me Home Tonight (Eddie Money) - Every Avenue ft. Juliet Simms
14. Bohemian Rhapsody (Queen) - Never Shout Never
15. Dream On (Aerosmith) - Blessthefall

Punk Goes Metal ·
Punk Goes Pop ·
Punk Goes Acoustic ·
Punk Goes 80's ·
Punk Goes 90's ·
Punk Goes Acoustic 2 ·
Punk Goes Crunk ·
Punk Goes Pop Volume Two ·
Punk Goes Classic Rock ·
Punk Goes Pop Volume 03. ·
Punk Goes X ·
Punk Goes Pop Volume 4 ·
Punk Goes Pop Volume 5 ·
Punk Goes Christmas ·
Punk Goes 90s Vol. 2 ·
Punk Goes Pop Vol. 6 ·
Punk Goes Pop Vol. 7